# 太平洋群島託管地

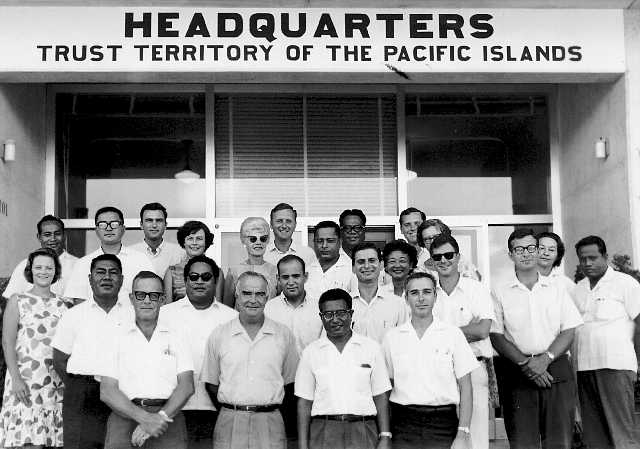
1960年代，美國太平洋群島託管地（TTPI）高級專員與其他官員的合照

太平洋群島託管地（英語：Trust Territory of the Pacific Islands，簡稱TTPI），是聯合國委託美國於西太平洋密克羅尼西亞群島的一個託管地區，美國對該地區實際控制，直至1994年10月帛琉宣布獨立為止。

## 歷史

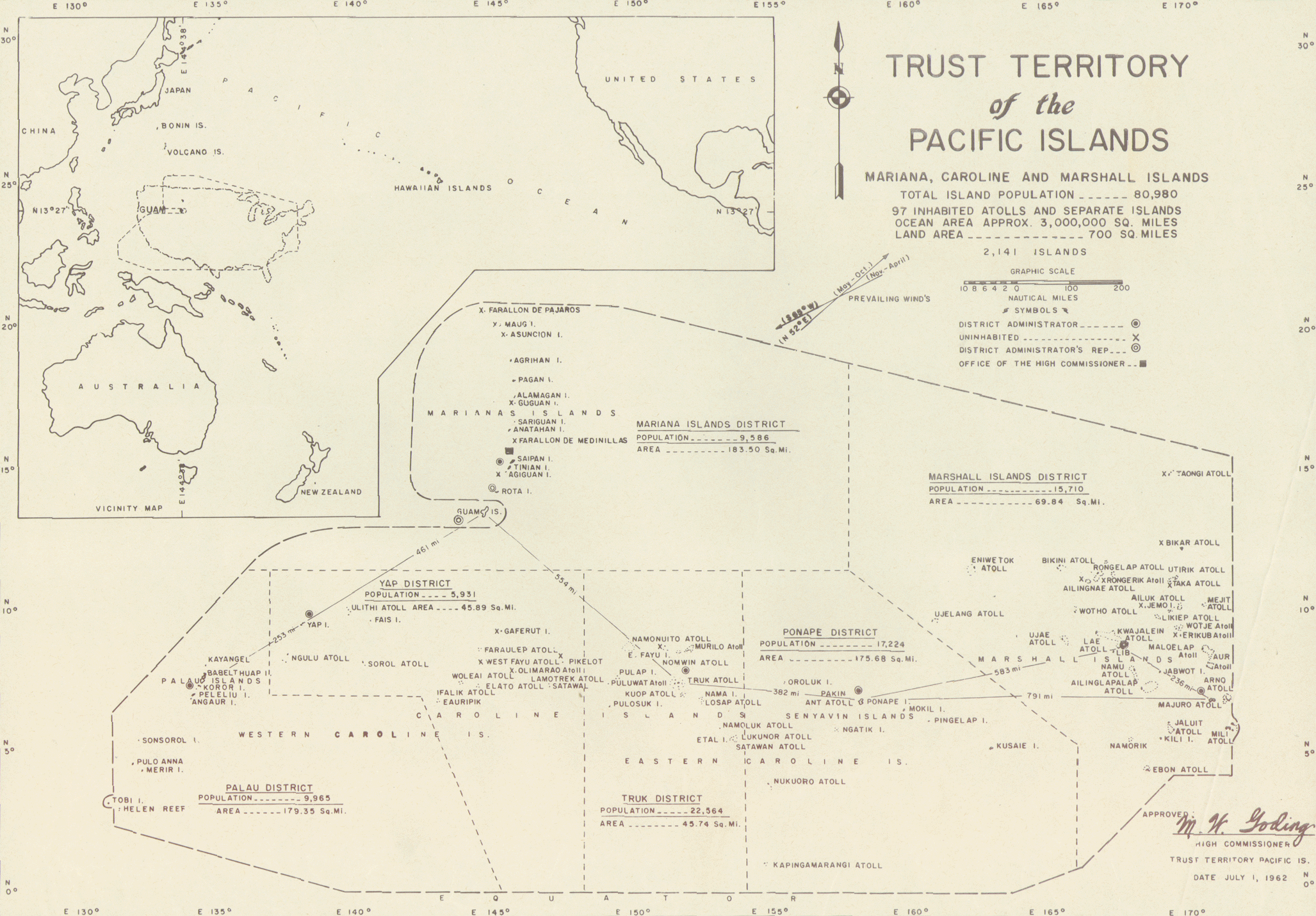
太平洋群島託管地地圖

此區原屬於德意志帝國的殖民地，一次大戰德國戰敗後，被大日本帝國佔領。1920年國際聯盟將此地交給日本託管，日本在此設置南洋廳。1944年太平洋戰爭期間被美軍攻占，戰後聯合國交由美國託管。
1986年10月21日，美國結束對馬紹爾群島的託管，而加羅林群島的雅浦、丘克、波纳佩和科斯雷四個區域（已同意組成密克羅尼西亞聯邦）以及馬里亞納群島也在同年11月3日終止託管。聯合國則於1990年12月22日正式終止以上地區的託管。而帛琉則於1994年5月24日結束託管，並於10月1日與美方達成協議，正式宣佈獨立。

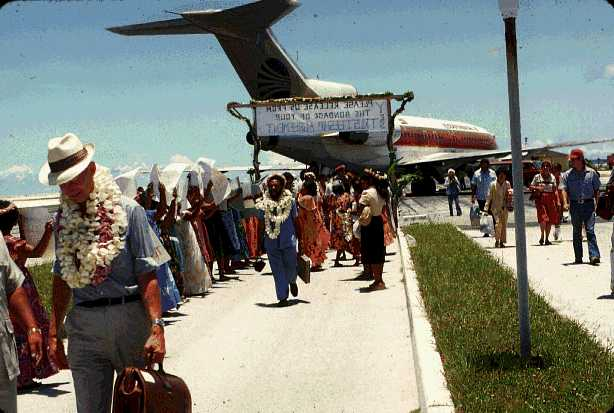
聯合國的外交使節團於1978年抵達馬久羅時的照片

目前這個地帶可分為以下四個領域：
- 马绍尔群岛
- 密克羅尼西亞聯邦
- 帛琉

| 通称                 | 马绍尔群岛                                                                   | 密克罗尼西亚                                                                 | 北马里亚纳群岛                                                               | 帕劳                                                                         |
| 国家                 | 马绍尔群岛共和国                                                             | 密克罗尼西亚联邦                                                             | 北马里亚纳群岛联邦                                                           | 帕劳共和国                                                                   |
| 国旗                 |                                                                              |                                                                              |                                                                              |                                                                              |
| 国徽                 |                                                                              |                                                                              |                                                                              |                                                                              |
| 国花                 | 葛塔德木                                                                     | 鸡蛋花                                                                       | 无                                                                           | 鸡蛋花                                                                       |
| 国歌                 | 《永远的马绍尔群岛》                                                         | 《密克罗尼西亚的爱国者》                                                     | 《在海洋之中》                                                               | 《我们的帕劳》                                                               |
| 首都暨中央政府所在地 | 马朱罗                                                                       | 帕利基尔                                                                     | 塞班                                                                         | 恩吉鲁穆德                                                                   |
| 最大城市             | 马朱罗                                                                       | 维诺                                                                         | 塞班                                                                         | 科罗尔                                                                       |
| 建国时间             | 1986年10月21日                                                               | 1979年5月10日                                                                | 1986年11月4日                                                                | 1986年10月1日                                                                |
| 官方语言             | 马绍尔语、英语                                                               | 英语                                                                         | 英语                                                                         | 英语、帕劳语、日语                                                           |
| 官方文字             | 英文拉丁字母                                                                 | 英文拉丁字母                                                                 | 英文拉丁字母                                                                 | 英文拉丁字母、日文假名（安加爾）                                             |
| 主体民族             | 马绍尔人                                                                     | 密克罗尼西亚人                                                               | 查莫罗人、加罗林人                                                           | 密克罗尼西亚人                                                               |
| 语系                 | 南岛语系                                                                     | 南岛语系                                                                     | 南岛语系                                                                     | 南岛语系                                                                     |
| 宪法                 | 《马绍尔群岛共和国宪法》                                                     | 《密克罗尼西亚联邦宪法》                                                     | 《北马里亚纳群岛联邦宪法》                                                   | 《帕劳共和国宪法》                                                           |
| 法律体系             | 英美法系                                                                     | 英美法系                                                                     | 英美法系                                                                     | 英美法系                                                                     |
| 国家元首             | 马绍尔群岛总统                                                               | 密克罗尼西亚总统                                                             | 美国总统                                                                     | 帕劳总统                                                                     |
| 政府首脑             | 马绍尔群岛总统                                                               | 密克罗尼西亚总统                                                             | 北马里亚纳群岛总督                                                           | 帕劳总统                                                                     |
| 立法机构             | 马绍尔群岛议会                                                               | 密克罗尼西亚联邦国会                                                         | 北马里亚纳群岛议会（包括 參議院、眾議院）                                    | 帕劳国会（包括参议院、众议院）                                               |
| 国会议长             | 肯尼斯·凱迪                                                                  | 埃斯蒙德·摩西斯                                                              | 伊迪絲·德里昂·格雷羅 埃德蒙·維拉戈梅斯                                       | 霍肯斯·鮑勒斯(Hokkons Baules)                                                |
| 政治体制             | 总统制共和国                                                                 | 总统制共和国                                                                 | 自由邦                                                                       | 总统制                                                                       |
| 国家结构形式         | 单一制                                                                       | 联邦制                                                                       | 联邦制                                                                       | 单一制                                                                       |
| 武装力量             | 美军，由美国负责防务问题。密克罗尼西亚联邦仍保持一支准军事化的警察武装力量。 | 美军，由美国负责防务问题。密克罗尼西亚联邦仍保持一支准军事化的警察武装力量。 | 美军，由美国负责防务问题。密克罗尼西亚联邦仍保持一支准军事化的警察武装力量。 | 美军，由美国负责防务问题。密克罗尼西亚联邦仍保持一支准军事化的警察武装力量。 |
| 法定货币             | 美元                                                                         | 美元                                                                         | 美元                                                                         | 美元                                                                         |
| 中央银行             | 没有中央银行，法定货币均为美元。                                             | 没有中央银行，法定货币均为美元。                                             | 没有中央银行，法定货币均为美元。                                             | 没有中央银行，法定货币均为美元。                                             |
| 国家和地区奥委会     | 马绍尔群岛国家奥林匹克委员会                                                 | 密克罗尼西亚联邦奥林匹克委员会                                               | 北马里亚纳群岛业余体育协会                                                   | 帕劳国家奥林匹克委员会                                                       |
| 奥运会代表团         | 奥林匹克运动会马绍尔群岛代表团                                               | 奥林匹克运动会密克罗尼西亚代表团                                             | 无                                                                           | 奥林匹克运动会帕劳代表团                                                     |
| 地图                 |                                                                              |                                                                              |                                                                              |                                                                              |